# تحصیل ساهیوال، سرگودها
تحصیل ساهیوال (به انگلیسی: Sahiwal Tehsil) یک تحصیل در پاکستان است که در پنجاب واقع شده‌است. تحصیل ساهیوال ۲۳۵٬۶۰۰ نفر جمعیت دارد.